# Осврт
Осврт је други назив за жанр белешке као кратке коментаторске форме усмерене на мале ствари. Осврт се осврће да би боље критички осветлио догађај који се управо завршио или на појаву која је тек показала неке знаке да ће постати већи проблем. Добар мали осврт, снабдевен чињеницама и ослобођен јаких речи може да садржи већу информативну вредност од дугачког, уопштеног, надуваног коментара који клизи по површини избегавајући да зарони до корена, суштине појаве, непожељне неким ужим а моћним групама повезаним себичним интересима, а заклоњеним иза важних функција.